# Marguerite Cottave-Berbeyer
Marguerite Cottave-Berbeyer, née le 16 avril 1904 à Villard-Bonnot et morte le 5 novembre 1991 à Grenoble, est une artiste peintre, aquarelliste, miniaturiste et dessinatrice française.

## Biographie
Marguerite Berbeyer est née le 16 avril 1904 à Villard-Bonnot, petite dernière d'un fratrie de quatre. Son père, qui est un militaire, décède deux ans après sa naissance, en 1906.
Elle étudie à l'école des Beaux-Arts industriels de Grenoble de 1919 à 1925, où elle est l'élève de Léon Baslet et Louise Morel. Elle sera formée aussi par Tancrède Bastet.
Grandie culturellement à l'époque de l'Art déco, Marguerite Berbeyer conçoit des modèles pour la ganterie de Grenoble, connue pour sa qualité, pour les soyeux lyonnais, ou encore des broderies, des coussins et des tapis,.
Elle se marie le 25 avril 1935 à Grenoble avec Alfred Cottave (1873-1955), commandant d'artillerie.
Marguerite Cottave-Berbeyer, qui maîtrise plusieurs techniques, de la peinture aux enlumineurs, se spécialise dans l'aquarelle,. Elle peint ou dessine des portraits, des natures mortes, des paysages (souvent du Grésivaudan), des « portraits » des vieux quartiers de Grenoble qu'elle affectionne.
À partir de 1924 et jusqu'en 1990, elle expose dans les galeries de Grenoble, de Paris et de New York,.
En 1958, Marguerite Cottave-Berbeyer crée son propre atelier à Grenoble (l'Atelier Greuze Cottave), qu'elle anime pendant trente ans et où elle invite ses amis peintres « à travailler sur des modèles communs »,. Attentive aux changements de l'urbanisme de sa ville d'adoption, elle devient membre du « Comité de Sauvegarde du Vieux Grenoble » et s'engage pour la préservation du centre historique. Elle est aussi membre de la Société des Amis des arts de Grenoble.
Elle est honorée du titre de chevalier des Palmes académiques et reconnue par l'Académie européenne des Beaux Arts.
Morte le 5 novembre 1991 à Grenoble à 87 ans, elle repose au cimetière Saint-Roch.

## Distinctions
- Chevalière de l'ordre des Palmes académiques

## Expositions
- Maison Stendhal de Grenoble en 1986[10]
- Maison du Dauphiné à Paris en 1973[10]
- Le Musée Mainssieux de Voiron l'inclut en 2003 dans son exposition Femmes peintres en Dauphiné, XIXe et XXe siècles[11].